# Édouard-Alfred Martel
Édouard-Alfred Martel (Pontoise, 1 de julho de 1859 - Montbrison, 3 de junho de 1938) o 'pai da espeleologia moderna', foi um pioneiro mundial na exploração, estudo e documentação de cavernas. Martel explorou milhares de cavernas em sua França natal e em muitos outros países, popularizou a busca pela exploração de cavernas, introduziu o conceito de espeleologia como uma área distinta de estudo científico, manteve um extenso arquivo e em 1895 fundou a Société de Spéléologie, a primeira organização dedicada à ciência das cavernas no mundo.

## Vida e exploração
Nenhum homem se foi antes de nós nestas profundezas, ninguém sabe para onde vamos nem o que vemos, nada de tão estranhamente belo nos foi apresentado, e espontaneamente nos fazemos a mesma pergunta: não estamos sonhando? - É. A. Martel, "Les causses du Languedoc", Conférences de l'exposition universelle internationale de 1889
Édouard-Alfred Martel nasceu em Pontoise, Seine-et-Oise, em 1 de julho de 1859. Nascido em uma família de advogados, estudou no Lycée Condorcet em Paris. Desde cedo se apaixonou pela geografia e pelas ciências naturais e em 1877 ganhou o primeiro prêmio em um concurso aberto de geografia. Ele foi um grande leitor das obras de Júlio Verne. Em 1866, durante as férias com os pais, visitou as Grutas de Gargas nos Pirenéus. Outras viagens permitiram-lhe viajar para a Alemanha, Áustria e Itália. Em 1879, ele visitou a Caverna Postojna na Eslovênia, um extenso sistema de cavernas.

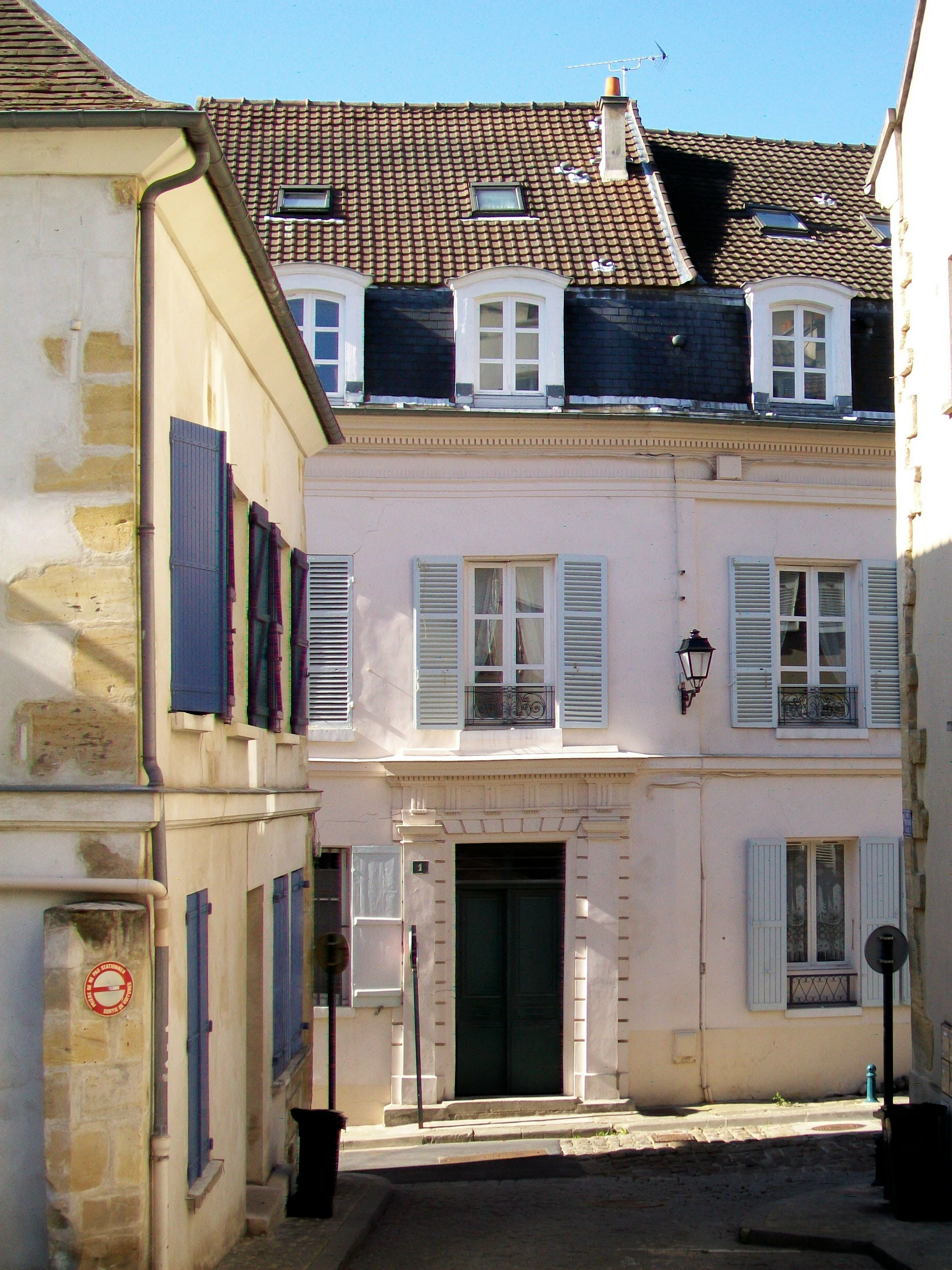
Local de nascimento de Édouard-Alfred Martel, 1 rue de la forêt Hardelot, Pontoise.

Em 1886, após completar o serviço militar, formou-se em direito e tornou-se advogado licenciado no Tribunal Comercial do Sena. Martel dedica seu tempo de lazer e férias a viagens pela França. A partir de 1883, realiza trabalhos nos planaltos cársticos do Causses, formados pelas gargantas do Tarn, Jonte, Dourbie e Lot.
Em junho de 1888, ele começou sua carreira de espeleologia na garganta Bramabiau em Gard. Ele e vários companheiros entraram em uma cavidade rochosa onde um riacho conhecido como Bonheur afunda e reaparece mais adiante ao longo da Garganta de Bramabiau. Naquele mesmo mês de junho, com a mesma equipe, ele explorou a caverna Dargilan ao longo do desfiladeiro Jonte a mais de um quilômetro de distância. Em 1889, ele visitou a caverna Padirac, perto de Gramat. Ele desceu o abismo de entrada e chegou a um rio subterrâneo a 100 m de profundidade. Martel e seu primo Gaupillat partiram para explorar com uma canoa, descobrindo dois quilômetros de nova passagem. Martel mais tarde comprou a Caverna Padirac, e a transformou em uma caverna de demonstração.
Em julho de 1890 casou-se com Aline de Launay, irmã de Louis de Launay, professor de geologia e futuro membro da Academia de Ciências. A colaboração com Louis de Launay fornece uma base científica para algumas das publicações de Martel, incluindo artigos na revista La Nature, da qual Martel e Launay foram posteriormente editores. Em 1894, ele publicou The Abyss, um livro no qual descreve as maravilhas do submundo que descobriu e visitou durante as seis temporadas de exploração que empreendeu de 1888 a 1893. Durante este período, ele visitou e indexou mais de 230 cavernas.
Em 1895, ele se aventurou mais longe e organizou uma expedição à Irlanda e à Inglaterra. Ele descobriu o lago subterrâneo de Marble Arch na Irlanda do Norte. Em Yorkshire, ele fez a primeira descida completa, após uma descida parcial do inglês John Birkbeck em 1842, no buraco de Gaping Gill. Ele alcançou a Câmara Principal, 70 metros mais abaixo do que Birkbeck havia se aventurado. No mesmo ano, ele fundou a Sociedade de Espeleologia e lançou um boletim informativo periódico, Spelunca.

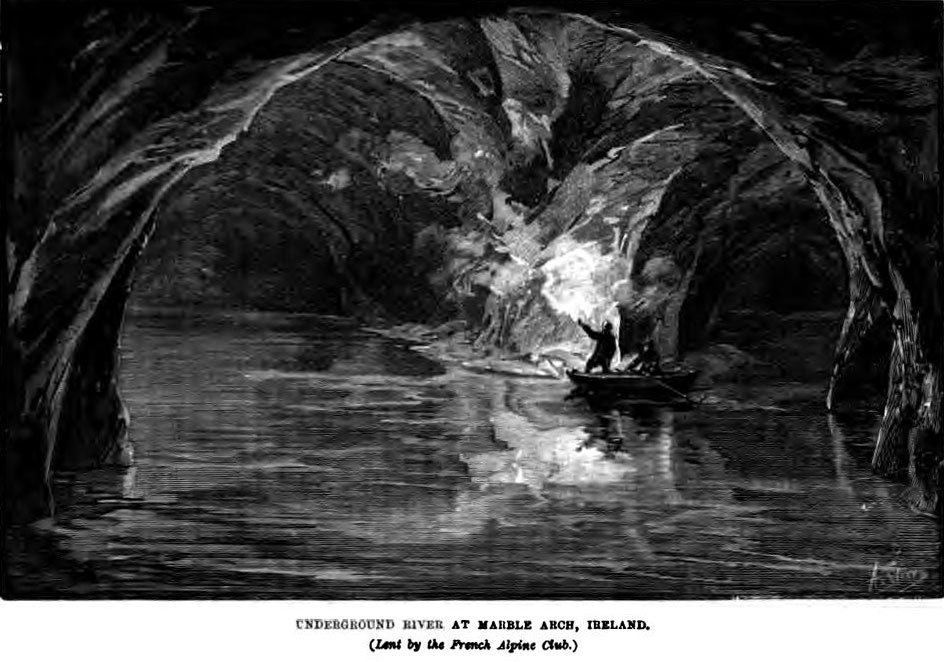
Desenho de Martel, representando a primeira exploração das Cavernas de Marble Arch na Irlanda, 1895

Em 1896, ele foi convidado pelo arquiduque Luis Salvator, um primo do imperador Francisco José I da Áustria, para visitar seu país. Com seu capataz e jornaleiro Louis Armand, ele explorou várias cavernas na ilha de Maiorca. Na Caverna de Drach perto de Porto Cristo ele descobriu o maior lago subterrâneo conhecido na época.
As explorações de Martel se intensificaram nessa época. Sua prioridade é explorar as cavernas de Causses. Ele também explorou as cavernas e cavernas das regiões calcárias da Saboia, Jura, Provença e Pirenéus. Viajou pela Europa, Bélgica, Dalmácia, Bósnia e Herzegovina, Montenegro, onde investigou o curso do Trebišnjica, considerado um dos maiores rios subterrâneos do mundo. Em 1899, ele finalmente deixou a vida profissional para se dedicar à pesquisa científica. Ele atuou como editor de La Naturede 1905 a 1909 e foi membro da Société de géographie, da qual foi eleito presidente. Em 1912, ele passou três dias explorando Mammoth Cave, Kentucky, onde realizou trabalhos científicos, incluindo determinações barométricas das elevações dos diferentes níveis da caverna. Martel foi ativo na exploração de cavernas de 1888 a 1914, registrando cerca de 1 500 cavernas durante este tempo.
Edward Alfred Martel morreu em 3 de junho de 1938 na Guarda de St. Thomas, perto de Montbrison, no Loire.

## Espeleologia
Ao longo de sua vida, Martel promoveu fortemente o estudo da espeleologia, buscando aumentar seu reconhecimento como área científica. Em sua própria obra, publicou cerca de 20 livros e 780 artigos ao longo de sua carreira. Pelo menos 53 de seus artigos foram publicados fora da França e vários deles foram traduzidos para línguas estrangeiras. Ele também fez viagens regulares ao exterior para ministrar palestras sobre temas espeleológicos.

### Société de Spéléologie
Em 1895, em Paris, Martel fundou a Société de Spéléologie, uma organização científica que publicava regularmente artigos sobre espeleologia em seu periódico Spelunca. A formação desta sociedade foi um dos meios pelos quais ele conseguiu fazer da espeleologia uma ciência reconhecida internacionalmente, com muitos autores estrangeiros publicando artigos, muitos autores franceses publicando artigos sobre cavernas estrangeiras e com a sociedade crescendo para incluir 33% de membros estrangeiros. em 1909.

### Artigos
- «Le Cañon du Tarn», Annuaire du Club Alpin Français (em francês), 1883
- «Le Causse Noir et Montpellier-le-Vieux», Annuaire du Club Alpin Français (em francês), 1884
- «Sous Terre», Paris: Club alpin français, Annuaire du Club Alpin Français (em francês), 1888
- «Les causses du Languedoc» (PDF). Paris. Conférences de l'exposition universelle internationale de 1889 (em francês). 5 de setembro de 1889. Consultado em 30 de julho de 2012
- «Sur la température des cavernes», Comptes rendus de l'Académie des sciences (em francês), 118: 615–617, 1894
- «Sous Terre (8e campagne) Marble Arch, Irlande et Gaping Ghyll, Angleterre», Paris: Club alpin français, Annuaire du Club Alpin Français (em francês), 22: 171–209, 1895, consultado em 29 de julho de 2012
- «Sur le gouffre de Gaping-Ghyll (Angleterre)», Comptes rendus de l'Académie des sciences (em francês), 122: 51–53, 1896
- «Sur quelques anomalies de la température des sources», Comptes rendus de l'Académie des sciences (em francês), 122: 97–99, 1896
- «Sur des observations d'hiver dans les cavernes des Causses (Padirac, etc.)», Comptes rendus de l'Académie des sciences (em francês), 122: 903–905, 1896
- «Sur les siphons des sources et des rivières souterraines», Comptes rendus de l'Académie des sciences (em francês), 122: 1147–1150, 1896
- «Sur la Cueva del Drach (Grotte du Dragon) dans l'île Majorque», Comptes rendus de l'Académie des sciences (em francês), 124: 1385–1388, 1897
- «Sur l'hydrographie souterraine et les chouruns du Dévoluy (Hautes-Alpes)», Comptes rendus de l'Académie des sciences (em francês), 124: 1170–1173, 1897
- «Sur la contamination de la source de Sauve (Gard)», Comptes rendus de l'Académie des sciences (em francês), 125: 897–900, 1897
- Martel, É.-A.; Viré, A. (1897), «Sur l'aven Armand (Lozère) (profondeur 207 m)», Comptes rendus de l'Académie des sciences (em francês), 125: 622–625
- «British Caves and Speleology», The Geographical Journal, X (5): 500–511, 1897, doi:10.2307/1774383, consultado em 24 de julho de 2012
- ParisSpelunca, 74